# Bagni di Lucca
Bagni di Lucca é uma comuna italiana da região da Toscana, província de Lucca, com cerca de 6.551 habitantes. Estende-se por uma área de 164 km², tendo uma densidade populacional de 40 hab/km². Faz fronteira com Abetone (PT), Borgo a Mozzano, Coreglia Antelminelli, Cutigliano (PT), Pescia (PT), Piteglio (PT), Villa Basilica.

## Demografia
| Variação demográfica do município entre 1861 e 2011                               |
|                                                                                   |
| Fonte: Istituto Nazionale di Statistica (ISTAT) - Elaboração gráfica da Wikipedia |